# Cecrops latreillii
Cecrops latreillii is een eenoogkreeftjessoort uit de familie van de Cecropidae. De wetenschappelijke naam van de soort is voor het eerst geldig gepubliceerd in 1816 door Leach.